# Campionati africani di ciclismo su strada - Cronometro femminile Elite
La Cronometro femminile Elite è uno degli eventi disputati durante i Campionati africani di ciclismo su strada. Per la prima volta fu corsa nel 2005. Da quell'anno viene corsa stabilmente, con le eccezioni del 2014 e 2020.

## Albo d'oro
Aggiornato all'edizione 2023.
| Anno | Vincitore             | Secondo                    | Terzo                        |
| ---- | --------------------- | -------------------------- | ---------------------------- |
| 2005 | Anke Erlank           | Dianne Emery               | Chrissie Viljoen             |
| 2006 | Aurélie Halbwachs     | Ronel Van Wyk              | Linda Davidson               |
| 2007 | Lynette Burger        | Yolandi Du Toit            | Aurélie Halbwachs            |
| 2008 | Cassandra Slingerland | Marissa van der Merwe      | Aurélie Halbwachs            |
| 2009 | Cassandra Slingerland | Lynette Burger             | Aurélie Halbwachs            |
| 2010 | Lylanie Lauwrens      | Aurélie Halbwachs          | Lizanne Naude                |
| 2011 | Cherise Taylor        | Ashleigh Moolman           | Aurélie Halbwachs            |
| 2012 | Ashleigh Moolman      | An-Li Pretorius            | Vera Adrian                  |
| 2013 | Ashleigh Moolman      | Wehazit Kedane             | Vera Adrian                  |
| 2014 | non disputata         | non disputata              | non disputata                |
| 2015 | Ashleigh Moolman      | Heidi Dalton               | Aurélie Halbwachs            |
| 2016 | Vera Adrian           | Jeanne d'Arc Girubuntu     | Samantha Sanders             |
| 2017 | Aurélie Halbwachs     | Mossana Debesai            | Juanita Venter               |
| 2018 | Mossana Debesai       | Selam Ahama Gerefiel       | Eyeru Tesfoam Gebru          |
| 2019 | Selam Ahama Gerefiel  | Eyeru Tesfoam Gebru        | Desiet Kidane                |
| 2020 | non disputata         | non disputata              | non disputata                |
| 2021 | Carla Oberholzer      | Frances Janse van Rensburg | Vera Looser                  |
| 2022 | Nesrine Houili        | Ebtissam Zayed Ahmed       | Kerry Jonker                 |
| 2023 | Aurélie Halbwachs     | Valantine Nzayisenga       | Kimberley Le Court de Billot |

## Medagliere
| Pos.   | Nazione   | Oro | Argento | Bronzo | Totale |
| ------ | --------- | --- | ------- | ------ | ------ |
| 1      | Sudafrica | 10  | 9       | 6      | 25     |
| 2      | Mauritius | 3   | 1       | 6      | 10     |
| 3      | Eritrea   | 1   | 2       | 1      | 4      |
| 3      | Etiopia   | 1   | 2       | 1      | 4      |
| 5      | Namibia   | 1   | 0       | 3      | 4      |
| 6      | Algeria   | 1   | 0       | 0      | 1      |
| 7      | Ruanda    | 0   | 2       | 0      | 2      |
| 8      | Egitto    | 0   | 1       | 0      | 1      |
| Totale | Totale    | 17  | 17      | 17     | 51     |